# Тарасов Павло Сергійович
Павло Сергійович Тарасов (26 грудня 1901, село Стафурлово Рязанського повіту Рязанської губернії, тепер Рязанська область, Російська Федерація — 1970, Москва) — радянський партійний і державний діяч, 3-й Московського обкому ВКП(б), голова Московського облвиконкому. Депутат Верховної Ради РРФСР 1—2-го скликань. Депутат Верховної Ради СРСР 1—2-го скликань (1941—1950).

## Біографія
Народився в родині робітника-текстильника.
У травні 1912 — лютому 1917 року — селянин у власному господарстві в селі Стафурлово Рязанського повіту Рязанської губернії. З лютого по листопад 1917 року наймитував у заможних селян в рідному селі. У листопаді 1917 — червні 1918 року — селянин у власному господарстві в селі Стафурлово Рязанської губернії.
З червня 1918 року служив у Червоній армії. У червні 1918 — вересні 1919 року — червоноармієць вартової роти в міста Рязань і Звенигород Московської губернії. У вересні 1919 — квітні 1920 року — червоноармієць 1-го Московського губернського комуністичного батальйону РСЧА на Західному фронті. У 1920 році вступив до комсомолу.
У квітні — серпні 1920 року — на лікуванні після поранення у селі Стафурлово Рязанської губернії.
У серпні 1920 — серпні 1921 року — член відділу праці Єкимівського волосного виконкому Рязанської губернії.
У серпні 1921 — березні 1923 року — діловод Рязанського повітового комітету РКП(б).
Член РКП(б) з вересня 1921 року.
У березні 1923 — грудні 1924 року — завідувач економічного відділу Рязанського повітового комітету ВЛКСМ (комсомолу).
У грудні 1924 — березні 1927 року — відповідальний секретар Рязанського повітового комітету ВЛКСМ.
У березні — серпні 1927 року — інструктор Рязанського повітового комітету ВКП(б). У серпні 1927 — жовтні 1928 року — секретар Рязанського волосного комітету ВКП(б) Рязанського повіту. У жовтні 1928 — липні 1929 року — інструктор Рязанського повітового комітету ВКП(б).
У липні 1929 — січні 1932 року — секретар Старожиловського районного комітету ВКП(б) Московської області.
У січні 1932 — квітні 1937 року — секретар Ряжського районного комітету ВКП(б) Московської області.
У квітні 1937 — квітні 1938 року — 1-й секретар Волоколамського районного комітету ВКП(б) Московської області.
У квітні 1938 — грудні 1939 року — 3-й секретар Московського обласного комітету ВКП(б).
9 січня 1940 — 8 квітня 1947 року — голова виконавчого комітету Московської обласної ради депутатів трудящих.
У вересні 1947 — листопаді 1950 року — слухач Вищої партійної школи при ЦК ВКП(б).
У листопаді 1950 — жовтні 1951 року — заступник із кадрів, а у жовтні 1951 — вересні 1955 року — заступник керуючого Центрального банку комунального господарства і житлового будівництва (Цекомбанку) СРСР.
У вересні 1955 — 1959 року — керуючий Центрального банку комунального господарства і житлового будівництва (Цекомбанку) СРСР.
З 1959 року — на пенсії у місті Москві. Помер до серпня 1970 року.